# Rio Ahja
O rio Ahja é um rio da Estônia, com 95 km de comprimento. Nasce no lago Erastvere e desagua no rio Emajõgi.
A bacia hidrográfica do Ahja está totalmente dentro do território da Estônia.

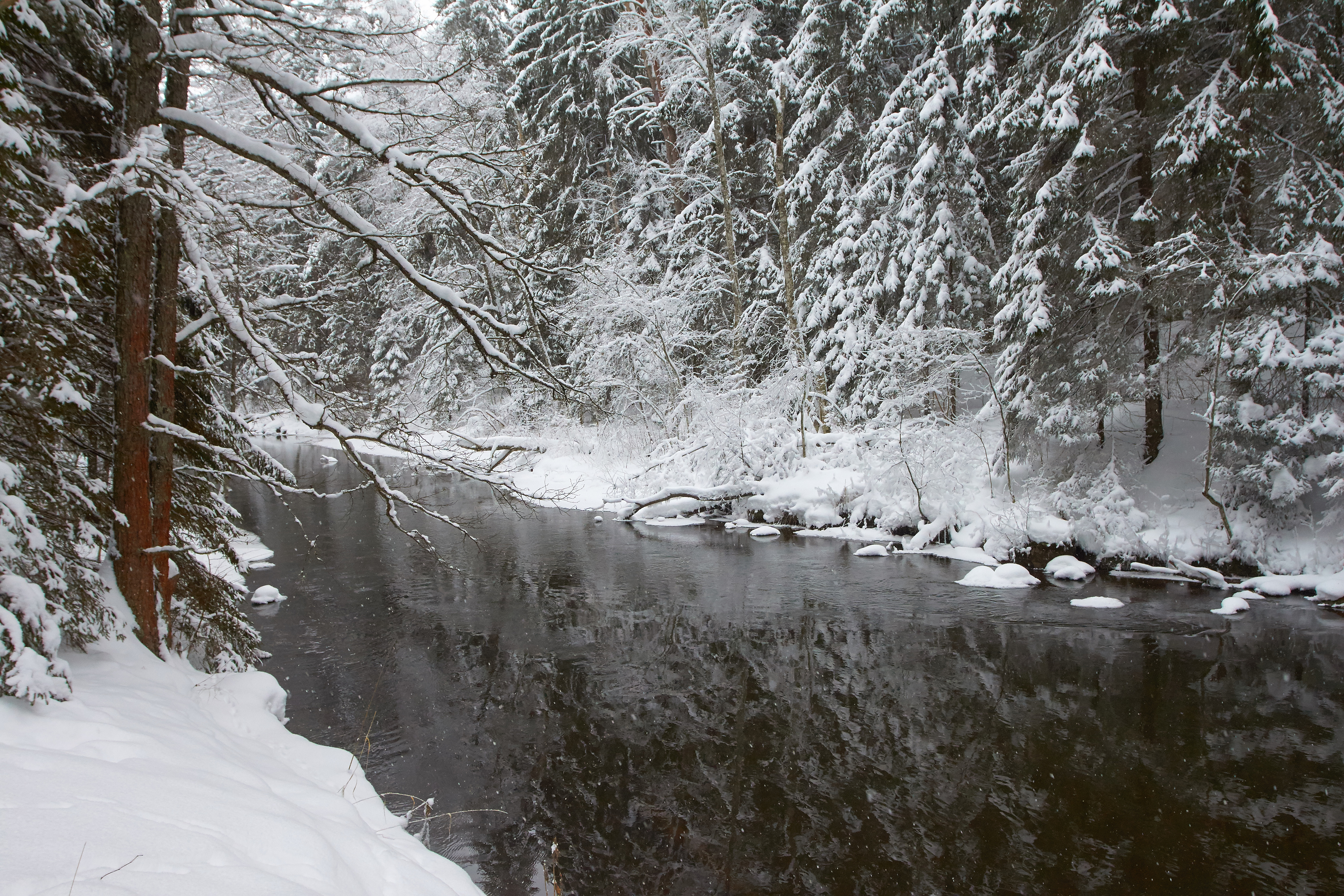
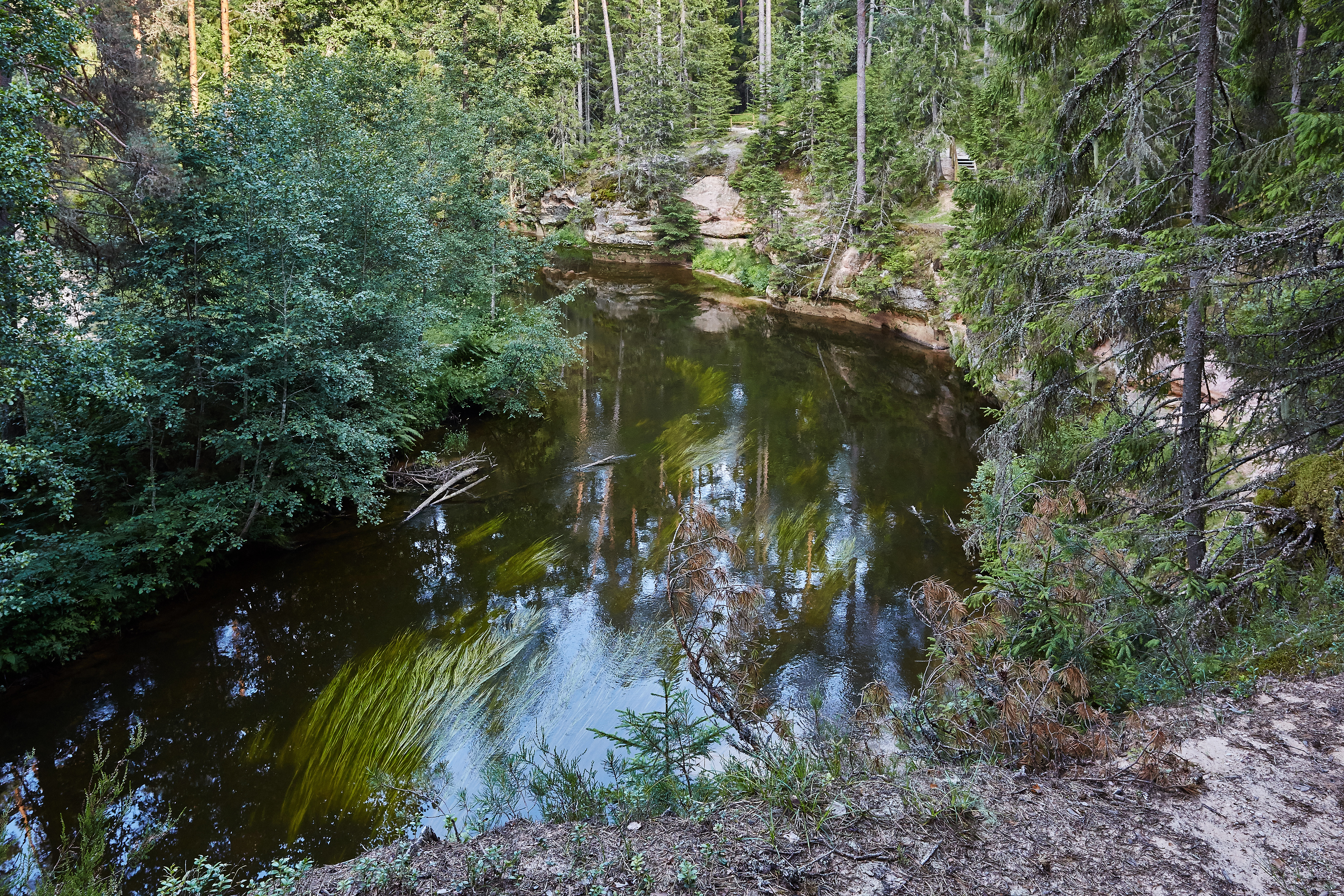
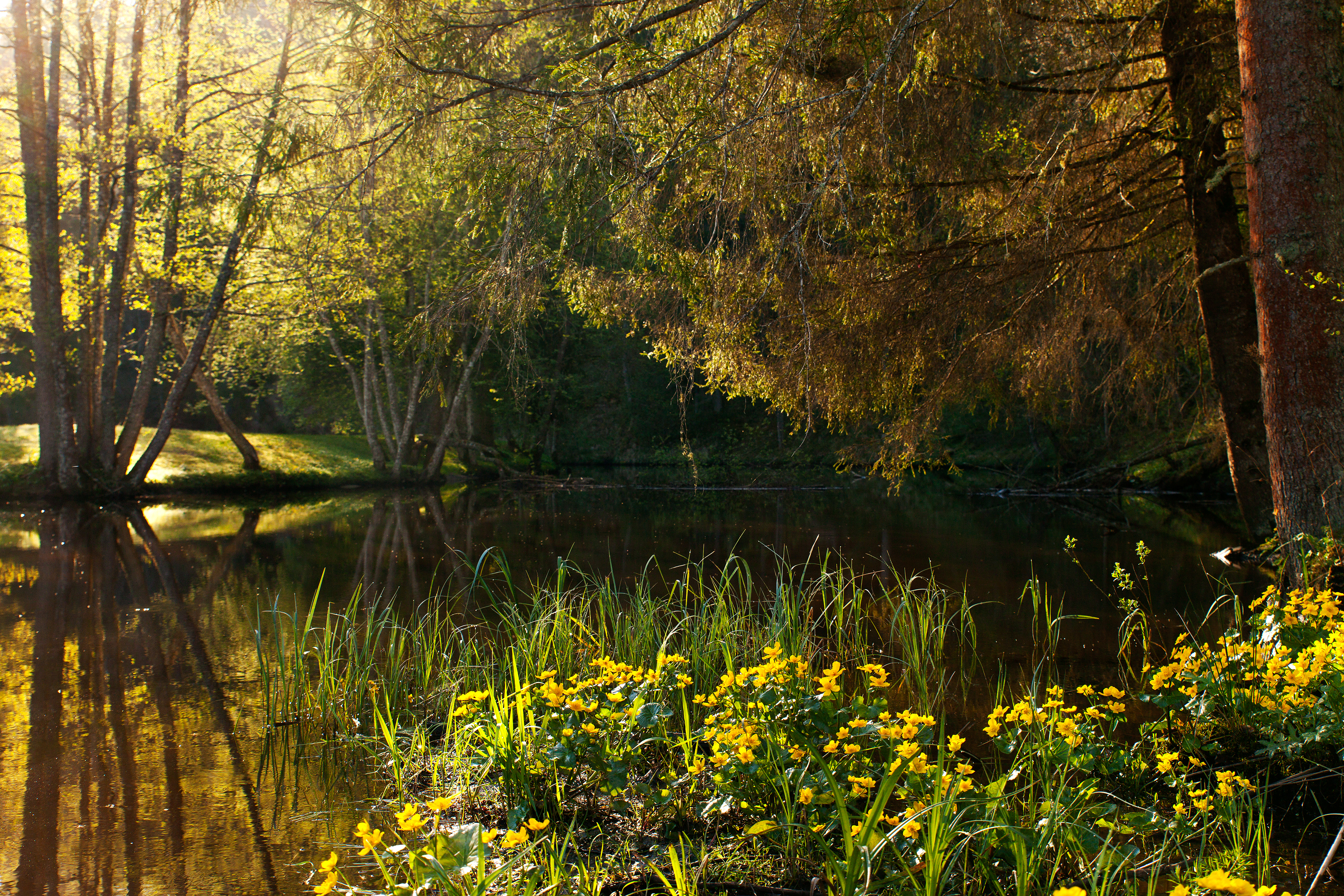
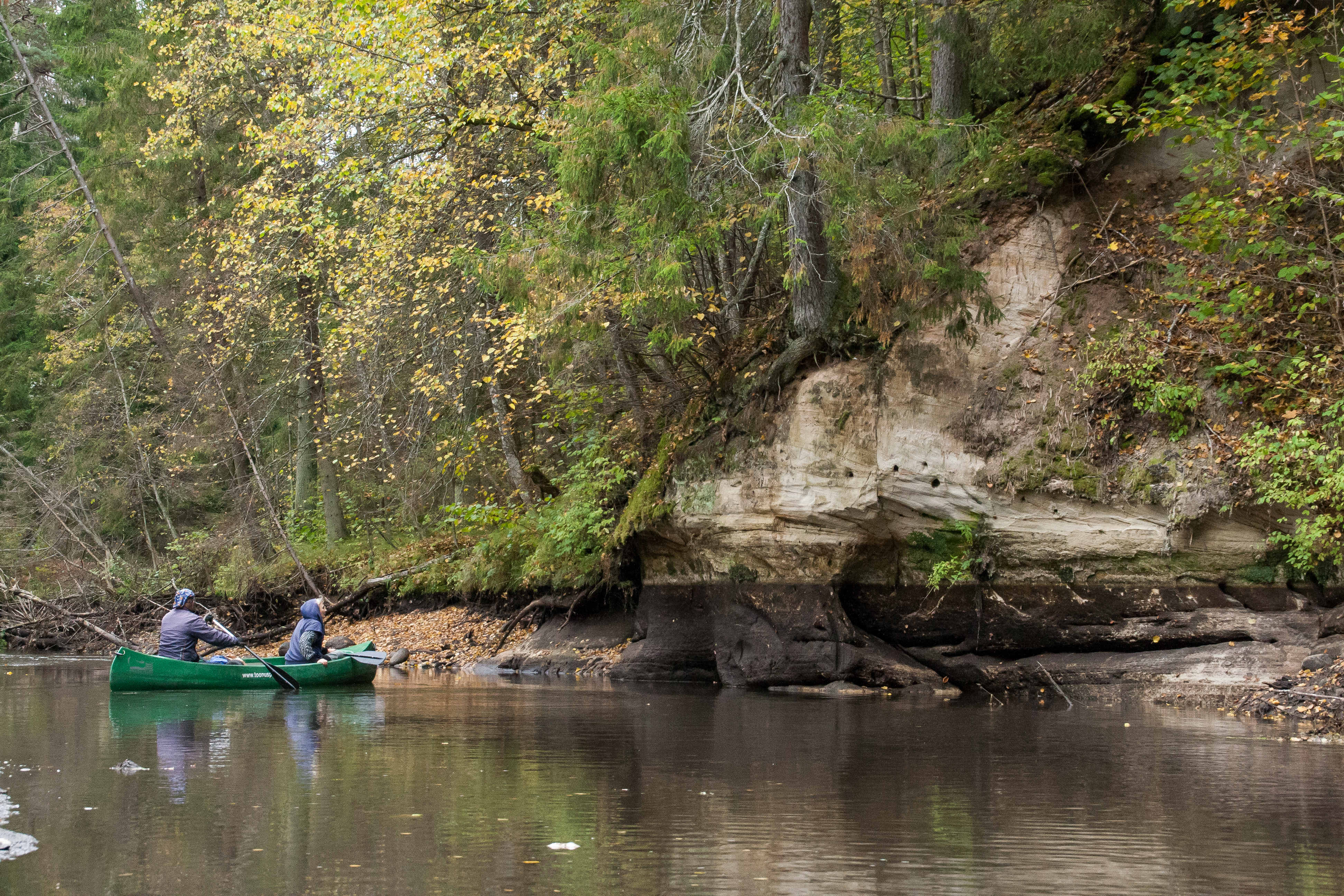
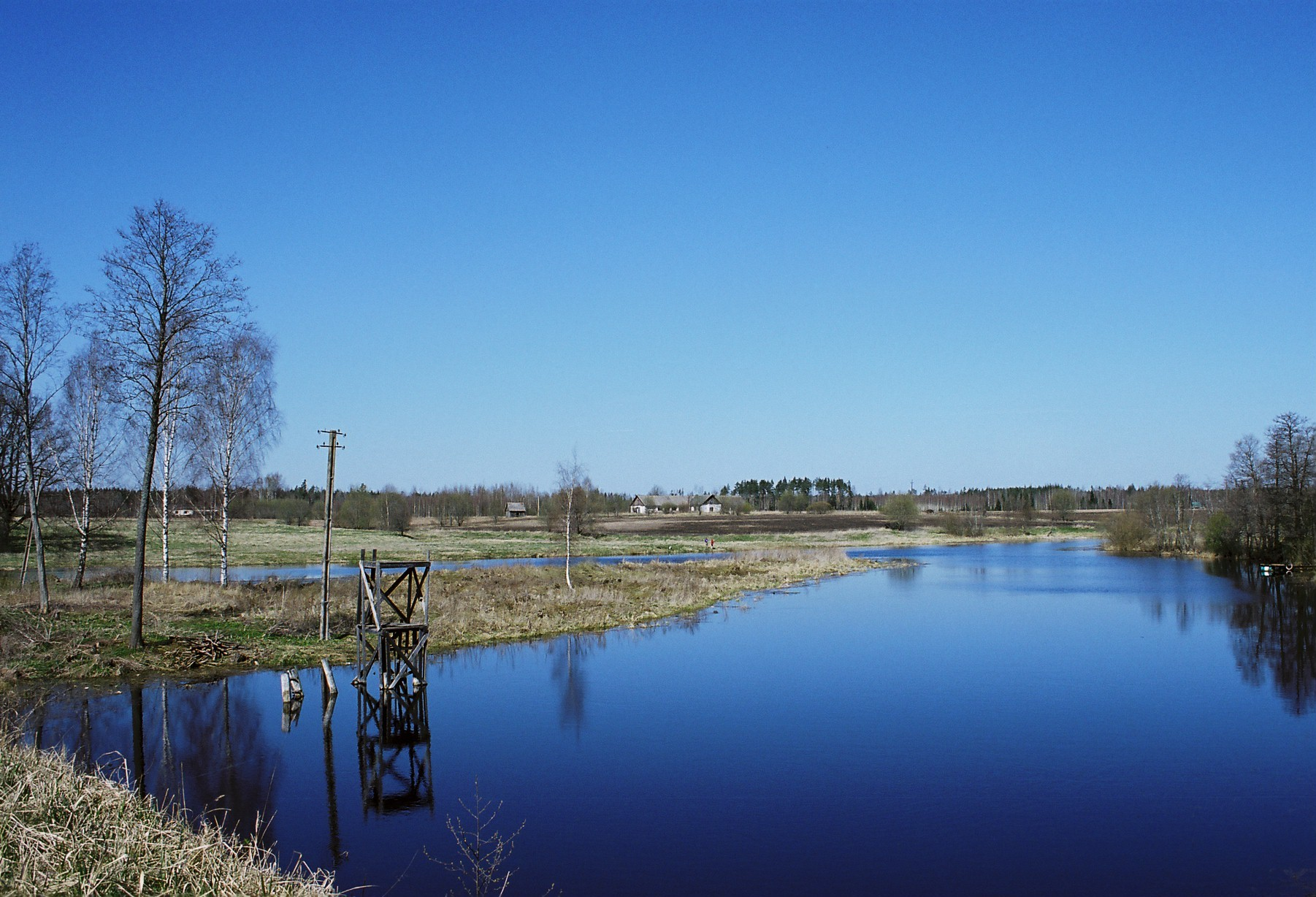

## Afluentes
Margem direita:
 Lutsu, Orajõgi
Margem esquerda:
 Hilba, Leevi